# Orion's Belt
Orion's Belt é um jogo web based grátis criado por dois estudantes do Instituto Superior de Engenharia de Lisboa como trabalho final de Bacharelato. Neste jogo, o jogador tem que controlar vários planetas e ampliar o seu império entrando em batalhas com outros jogadores. Este jogo tem influência de jogos bastante conhecidos como Master of Orion e Heroes of Might and Magic.

## História
O jogo foi lançado na sua versão beta em Outubro de 2003 para um pequeno número de jogadores portugueses, grande parte vindos da comunidade de jogos . O jogo foi lançado inicialmente como projecto open source, suportado pela SourceForge.net. Embora com este apoio, houve grandes limitações principalmente em termos de servidor.
À medida que o jogo cresceu, os dois estudantes enfrentaram grandes problemas para manter o projecto. Para um projecto desta envergadura, é necessário um bom serviço de hosting. Mas bons serviços de hosting são difíceis de encontrar principalmente para dois estudantes sem fontes de rendimento. Devido a estas complicações, o jogo andou de servidor em servidor até ser encontrado o servidor (e companhia de hosting) adequados.
O jogo foi crescendo e com isso a sua popularidade, grande parte devido ao magazine Quiosque ( exibido na RTP2 ) que fez uma review sobre o Orion's belt em Junho de 2005.
Várias revistas de videojogos e sites publicaram entrevistas com os criadores do Orion's Belt, aumentando ainda mais a popularidade do jogo dentro do território nacional.
Em Setembro de 2006 o Orion's Belt entrou na GAMES2006. Este festival foi organizado pela APROJE com o objectivo de apoiar o desenvolvimento de jogos a nível nacional. nesta competição, o Orion's Belt ganhou os prémios de Melhor Jogo Web e Melhor Tecnologia. Esta vitória fez com que os criadores do jogo fossem abordados pela GAMEINVEST que tinham a intenção de investir no jogo de modo a torná-lo comercial.
Actualmente o Orion's Belt encontra-se numa versão beta comercial. Os novos desenvolvimentos e ideias para a versão final são apresentados e discutidos no blog do projecto.